# Alfa Romeo 900AF
L'Alfa Romeo 900 AF est un trolleybus produit par le constructeur italien Alfa Romeo de 1952 à 1960. Il fait partie d'une gamme étendue de trolleybus de la série 900 qui comprend les modèles 900AF, 910AF, 911AF et 920AF.

## Histoire
Ce modèle succède au trolleybus Alfa Romeo 800AF dont il dérive en reprenant quasiment tout, ce qui conduit à penser que certains très rares documents anciens retrouvés mentionnant la référence AR 800AF/900AF pourraient être des documents usine authentiques. (NDR : on ne dispose que de très rares document sur les productions de camions, autobus et trolleybus Alfa Romeo). 
Sans doute, vu le contexte de l'époque, au lendemain de la Seconde Guerre mondiale, il fallait faire valoir le renouveau des productions.
À l'origine, ce "nouveau" modèle a été commandé en 10 exemplaires par l'ATM de Naples, avec un équipement de traction Marelli et une caisse de la carrosserie Sirio de Novare qui seront mis en service en 1950. Un modèle prototype spécial a été commandé par la SO.ME.TRA de Salerne avec un aménagement interurbain en 1950.
Une série de 19 exemplaires avec poste de conduite central a été produite pour l'ATM de Bergame en 1952 avec une caisse de la carrosserie CAB et un équipement électrique de traction Ansaldo. Ces véhicules seront revendus à l'étranger en 1973 à la suite de l'abandon du réseau par la ville.
Six exemplaires ont été fabriqués en 1952 pour l'ACEGAT de Trieste avec une caisse de la carrosserie CRDA et un équipement électrique Tecnomasio. Neuf exemplaires ont été fabriqués en 1953 pour la FITRAM de La Spezia avec une caisse de la carrosserie Piaggio et un équipement électrique de traction Ansaldo.
Il a été reproché à ce modèle outre sa longueur réduite, justifiée par le constructeur qui avait conçu ces véhicules pour une utilisation dans les villes de dimensions moyennes comportant des itinéraires difficiles, sinueux et pentus, des prestations se service inférieures aux fameux trolleybus Fiat 668F qui représentaient la part la plus importante des parcs des entreprises municipales de transport urbain en Italie avec l'Alfa Romeo 140AF.
Ce sont les carrosseries Macchi, Garavini, Sirio et CRDA qui ont réalisé la quasi-totalité des véhicules qui ont équipé les réseaux de transports urbains des villes italiennes qui ont choisi ces véhicules.
Cette série Alfa 900 sera remplacée dans la gamme du constructeur milanais par le nouveau 1000 AF dès 1960.

## Les modèles

### Alfa Romeo 900 AF
L'Alfa Romeo 900 AF est un trolleybus à caisse rigide comportant deux essieux, dérivé de l'autobus Alfa Romeo 900A. De nombreux exemplaires avec des carrosseries réalisées par Casaro, Piaggio, CAB et CRDA (Cantieri Riuniti dell’Adriatico), ont circulé sur les réseaux des villes de Bergame, Brescia, Trieste et La Spezia. Plusieurs exemplaires de Trieste ont été cédés dans les années 1970 à l'ATM de Salerne.

### Alfa Romeo 910 AF
L'Alfa Romeo 910 AF diffère du 900 AF par son essieu avant placé plus en retrait pour favoriser les manœuvres en ville. Plus de 40 exemplaires ont été fabriqués dont la moitié pour l'ATM de Bari. Les ATM des villes de Brescia, Venise, La Spezia, Rimini et AMN de Naples en ont été équipées. 
Une version spécifique a été fabriquée pour la Yougoslavie avec une carrosserie spéciale Aerfer type FI 211 et un appareillage électrique Ansaldo.
Ce modèle a été largement exporté : 
- 50 exemplaires pour Mexico,
- 72 ex. pour Belgrade en Yougoslavie,
- 120 ex. pour Le Caire en Égypte.

### Alfa Romeo 911 AF
Les exemplaires de ce modèle, fabriqués en 1959 et 1960, sont très originaux. C'est le premier modèle de trolleybus articulé comportant trois essieux et une longueur de 17,70 mètres. Ils disposent d'un équipement électrique de traction composé de deux moteurs Tecnomasio type GLM 1304c développant 160 ch chacun.
Les 5 exemplaires fabriqués pour l'ATM de Milan ont reçu une caisse construite par la carrosserie Stanga.
Nota: les cinq exemplaires milanais du trolleybus 911 AF n'ont pas donné entière satisfaction à la régie municipale notamment le fonctionnement des deux moteurs dont la synchronisation a, semble-t-il, posé des soucis. Ces modèles ont été radiés en 1980. On ne connait à ce jour que 23 autres exemplaires livrés à l'ATM de Naples en 1959 avec des caisses construites par la carrosserie Aerfer. 
Ce modèle a été largement exporté en Turquie : 
- 33 exemplaires pour Ankara,
- 100 ex. pour Istanbul.

### Alfa Romeo 920 AF
L'Alfa Romeo 920 AF est un trolleybus semblable au 910 AF, qui a été réalisé à la demande des ATM de Carrare et Padoue dont les caisses ont été produites par plusieurs carrossiers industriels : Menarini, Stanga, Pistoiesi et Viberti.
Ce modèle a été largement exporté : 
- 250 exemplaires pour Montevideo en Uruguay,
- 200 ex. pour Rio de Janeiro au Brésil, appelé Fiat-Alfa Romeo-CGE localement[1],
- 40 ex. pour Rosario en Argentine,
- 50 ex. pour Salvadoren République du Salvador,
- 50 ex. pour Santos au Brésil.

## Construction
Comme pour tous les constructeurs à l'époque, les trolleybus sont un assemblage de composants fournis par des spécialistes à un constructeur de châssis, comme Alfa Romeo. Le moteur électrique pouvait être fourni par la société qui disposait du modèle adéquat en puissance mais surtout compatible avec le système alimentant le réseau de la ville. La carrosserie était commandée par l'utilisateur à un carrossier spécialisé et réalisée selon le cahier des charges répondant aux besoins et utilisations spécifiques de la compagnie de transport, ATM publique en Italie, entreprise de transports en commun publique ou privée à l'étranger. À l'époque, personne ne parlait de standardisation ni d'uniformisation ou de compatibilité entre les véhicules des différentes marques.